# Cabeza de Tiy
La cabeza de la reina Tiy representa a esta soberana, esposa del faraón Amenhotep III, y es una obra maestra por la naturalidad y expresividad obtenidas. Se exhibe en el Neues Museum de Berlín.
Tallada en madera de tejo, que ha oscurecido mucho con el paso de los milenios, pero que originalmente era de un tono anaranjado claro, el tocado la hace parecer redondeada. Este es de lino, que se ha oscurecido y endurecido con el paso de los siglos, mostrando las marcas de las cuentas de pasta de vidrio azul que la recubrían originalmente, pero que se han perdido. Una espiga arriba permite coronarlo con un conjunto de dos altas plumas con un disco solar y cuernos de vaca en madera de tejo pintada de amarillo y rojo, que la identifican como gran esposa real. Esta corona se encontró aparte y permaneció almacenada en el museo hasta que se comprendió que pertenecía a la cabeza, entonces desde los años 1990 es exhibida con ella puesta.
En el arte de los últimos años del reinado de Amenhotep III se aprecia un inusitado verismo, que desembocará en el exagerado naturalismo amarniano. Así, la soberana es representada sin idealizar sus rasgos y edad, aparentando una mujer madura, de párpados un poco caídos, ojeras, nariz larga y recta un poco prominente de perfil, las comisuras de los labios carnosos hacia abajo y marcados pliegues nasogenianos. Transmite un carácter enérgico e inflexible, lo que se corresponde con las informaciones contemporáneas. La identificación fue posible por la evidente similitud de rasgos con otra estatuilla de la reina hallada en 1905 por Flinders Petrie, con peluca larga y doble ureo con dos cobras, que porta un cartucho con su nombre, en el templo de Hathor en Serabit el-Khadim, en el Sinaí.

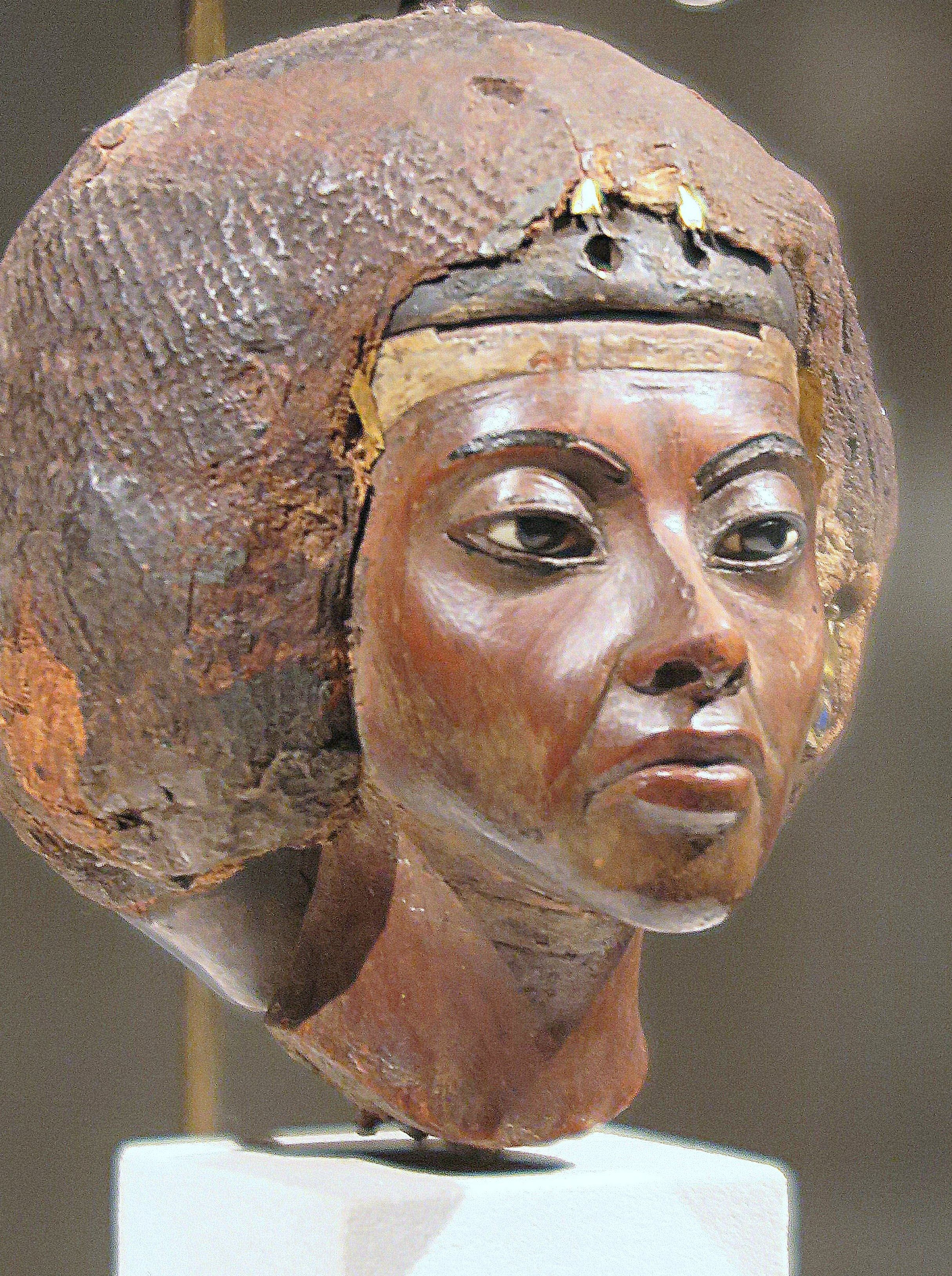
La cabeza de Tiy cuando se exhibía sin la corona hathórica.

A través de una rotura en la parte inferior del tocado, se entreve un pendiente grande de oro con incrustaciones de pasta de vidrio azul en la oreja izquierda. Ello revela la modificación posterior a la que fue sometida la talla. Análisis con escáneres y radiografías descubrieron que el tocado oculta debajo el aderezo original, con otro pendiente similar en la oreja derecha, sobresaliendo de un pañuelo cerrado y anudado atrás de plata, un tocado que en la realidad era de lino blanco, denominado khat, presente en reyes, reinas y dioses en el arte egipcio, especialmente durante el Imperio Nuevo. El sobrio khat era complementado además de por los pendientes, por dos cobras sobre la frente como doble ureo y aun dos cobras más que rodeaban la cabeza y se erguían detrás de cada oreja. Tal insistencia en la figura de la cobra solar, imagen de protección sobre la frente soberana, símbolo también de los ojos del sol, su magia y poder, evidencian el ascenso del culto solar ya en los últimos años del rey Amenhotep III, que desembocará en la abierta revolución atoniana de su hijo y sucesor Akenatón.
El pañuelo khat era utilizado por las diosas Isis, Neftis, Neit y Selkis en su función funeraria, como protectoras de los restos del difunto, tal como puede verse en el templete canópico de Tutankamón. Por ello, también es posible que formara parte del culto funerario de Amenhotep III en Medinet al-Ghurab, a la entrada de Fayum, donde fue encontrada la pieza. La reina ejercería así como diosa funeraria para su esposo difunto, un motivo extraño y heterodoxo que se verá en la época de Amarna: el sarcófago de granito de Akenatón en la necrópolis de la nueva capital tiene las figuras de Nefertiti en cada esquina, en lugar de cada una de las diosas protectoras. Las mujeres reales habrían sido pues empleadas para llenar el vacío provocado por la revolución religiosa atoniana; con la erradicación de casi todas las deidades, Tiy y Nefertiti serían utilizadas como diosas funerarias garantes de la protección de los restos corporales, en ausencia de las diosas protectoras tradicionales.
Probablemente después de la revolución de Amarna, el aspecto de la soberana fue modificado, ocultando su aspecto original solar y funerario con un más aceptable tocado azul con la corona hathórica de reina y consorte.